# Riserva naturale regionale di Rio Torsero
La riserva naturale regionale di Rio Torsero è un'area naturale protetta della regione Liguria istituita nel 1985. 
Estesa per circa 4 ettari, preserva un deposito fossilifero risalente al Pliocene. Nelle sue rocce si trovano fossili, una significativa collezione dei quali è conservata nel museo paleontologico Silvio Lai, che ha sede a Peagna di Ceriale. Il territorio si presenta roccioso e calcareo.